# モアモア歌謡センター
モアモア歌謡センター（モアモアかようセンター）は、ニッポン放送で、1981年5月2日から1991年6月30日まで土曜日の昼の時間帯で放送されていた公開放送形式のラジオ番組である。岡田屋モアーズの一社提供であり、当番組のタイトルもこれに由来している。

## 概要
神奈川県川崎市川崎区の川崎駅東口にある、川崎岡田屋モアーズ内の特設ステージから毎週ゲストを迎え、主にゲストとのトークと歌で構成され、時々クイズ形式のコーナーを交えながらのトークもあった。同じく川崎岡田屋モアーズ内からの中継だった、『高島秀武のマンモス歌謡ワイド』内の14:00過ぎの内包コーナー「飛び出せ歌謡リクエスト」（ツービートらがパーソナリティを務めていた）から1981年5月より岡田屋モアーズ一社提供枠を引き継いでスタートした番組である。最初、1981年5月2日から1983年5月28日までの間は土曜日10:00 - 14:30放送のワイド番組『チエちゃん・陳平の歌謡ビッグサタデー』の内包番組として放送。1983年6月4日から『歌謡ビッグサタデー』（この日から3か月間は『チエちゃん・二郎サンの歌謡ビッグサタデー』）の放送時間が土曜日8:00 - 12:00に移動したのに伴い、本番組は同日より単独番組として放送。
ゲストは毎回1組か2組で、歌手、アイドルタレントが中心だった。30分の枠ながら基本的に毎週生放送で行われていた。
歴代の司会者は全て当時のニッポン放送の男性アナウンサー。ゲストとの打ち合わせには川崎岡田屋モアーズ内のレストランや喫茶店が使われていた。
プロ野球のデーゲーム中継などの特別番組で当番組が休止しても収録自体は通常通り行われ、その模様は『ウィークエンド歌謡スペシャル』で放送された。
後番組は、引き続き川崎岡田屋モアーズ内からの放送で、ゲストを含めた出演者を主にお笑い芸人とした『モアモア爆笑新鮮組』。

## 歴代司会者
- 上村貢聖 （1981年5月～1983年9月）
- 塚越孝 （1983年10月～1986年3月）
- 上柳昌彦 （1986年4月～1987年3月）
- 桜庭亮平 （1987年4月～1990年9月）
- 曽我部哲弥 （1990年10月～1991年6月）

## 放送時間
- 毎週土曜日 14:03～14:27 （1981年5月2日～1983年5月28日）
  - ※この間は『チエちゃん・陳平の歌謡ビッグサタデー』の内包番組。
- 毎週土曜日 14:00～14:30 （1983年6月4日～1983年9月）
  - ※これより単独番組化。
- 毎週土曜日 16:00～16:30 （1983年10月～1985年9月）
  - ※『NISSANラジオプラザ・湯浅明の全国歌謡ヒット速報』（14:30～16:30 → 14:00～16:00）と放送時間を交換
- 毎週土曜日 16:30～17:00 （1985年10月～1991年6月）
  - ※『湯浅明の全国歌謡ヒット速報』の放送枠拡大により30分繰り下げ